# Jo Hyeon-woo
Jo Hyeon-woo (kor.  조현우, ur. 25 września 1991 w Seulu) – południowokoreański piłkarz grający na pozycji bramkarza w Daegu FC.
Jako junior występował w barwach Sunmoon University. W 2013 roku przeniósł się do Daegu FC, występującego wówczas w K League 1, czyli najwyższym poziomie rozgrywkowym w Korei Południowej. W pierwszym sezonie w tym klubie wystąpił 14 razy. Daegu uplasowało się na 13. miejscu w tabeli, co skutkowało spadkiem do niższej klasy rozgrywkowej. Do K League 1 powrócili w sezonie 2017. Uplasowali się wówczas na 8. pozycji. Rok później również udało się im utrzymać, plasując się na 7. miejscu.
W reprezentacji Korei Południowej zadebiutował 14 listopada 2017 roku w zremisowanym 1:1 meczu z reprezentacją Serbii. Został powołany na Mistrzostwa Świata 2018 w Rosji. Zagrał wtedy we wszystkich trzech spotkaniach fazy grupowej. Rok później znalazł się w składzie Korei Południowej na Puchar Azji 2019.